# 米克·华莱士
米克·华莱士（英語：Mick Wallace，1955年11月9日—）是一名爱尔兰政治人物，左翼政党争取变革独立人士成员，2019年7月2日当选歐洲議會議員。
米克·华莱士从政前曾拥有一家房产开发公司和建筑公司，后来破产清算。华莱士还于2007年创办了韦克斯福德青年人足球俱乐部，并执教了最初的3个赛季，同时还担任俱乐部主席。该俱乐部目前参与爱尔兰足球甲级联赛。
华莱士于2011年至2019年当选爱尔兰下议院议员，在2019年歐洲議會選舉中当选歐洲議會議員。2021年，因华莱士在欧洲议会发表反对欧盟跟随美国制裁、对抗中华人民共和国的言论，受到中国大陆媒体的广泛关注。